# Günther Albel

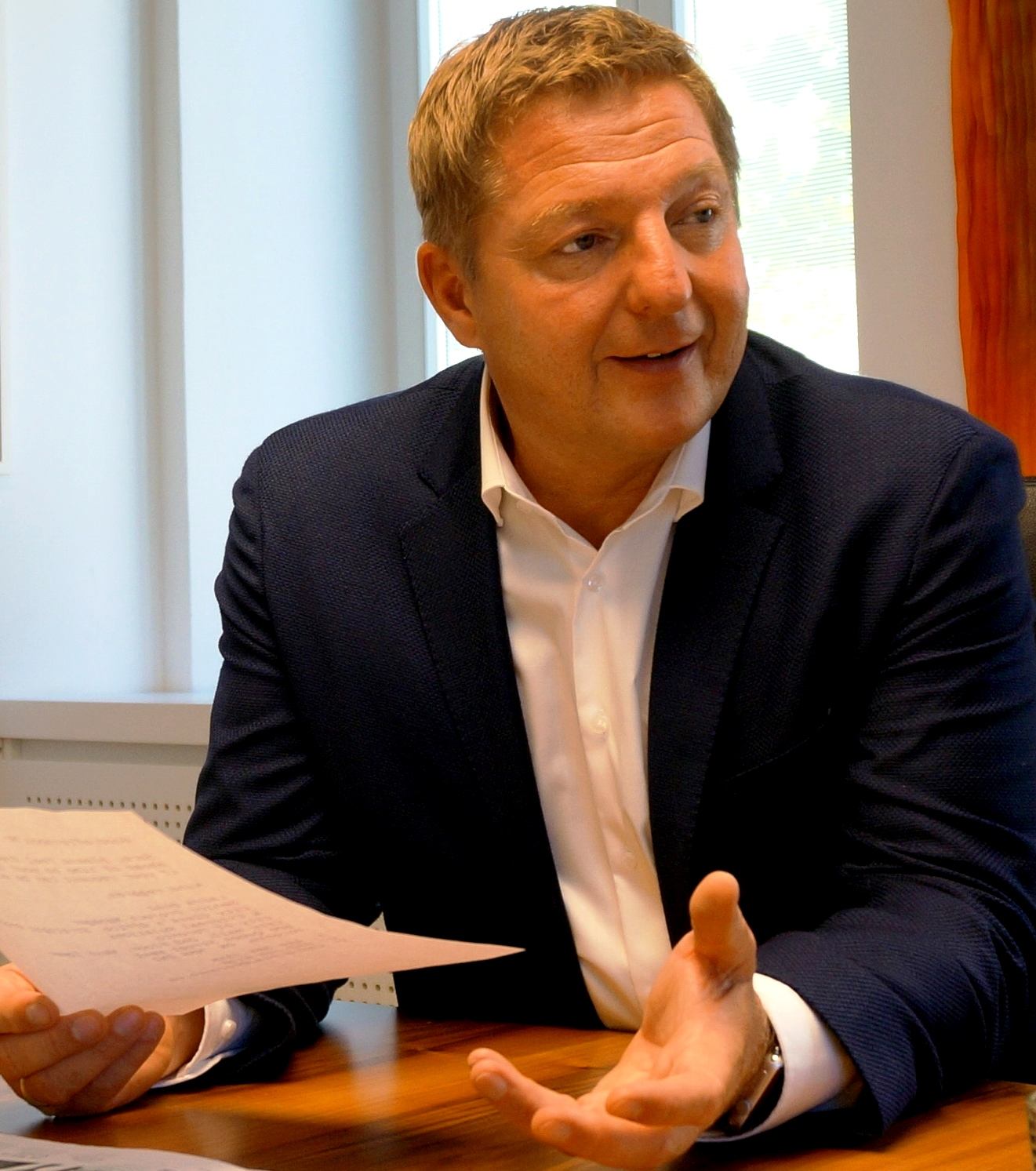
Günther Albel (2019)

Günther Albel (* 8. Jänner 1974 in Villach, Kärnten) ist ein österreichischer Politiker (SPÖ) und seit 2015 Bürgermeister der Stadt Villach.

## Leben
Günther Albel wurde am 8. Jänner 1974 in Villach geboren. Er maturierte an der Handelsakademie Villach und ist im Zivilberuf Standesbeamter. Der begeisterte Sportler (Laufen und Floorball) ist verheiratet und hat zwei Kinder.

## Politik

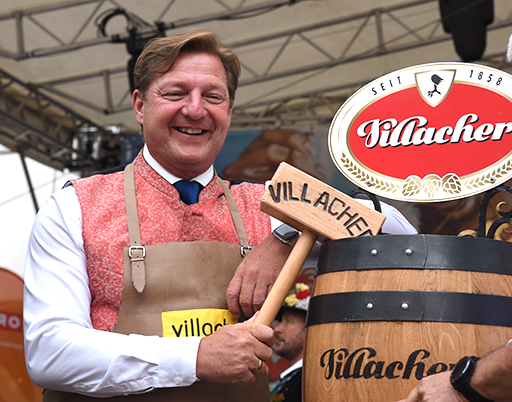
Günther Albel am Villacher Kirchtag (2023)

Günther Albel ist seit 1998 Mitglied der Sozialdemokratischen Partei Österreichs (SPÖ). 2003 wurde er in den Gemeinderat der Stadt Villach gewählt, wo er von 2006 bis 2009 Klubsekretär des SPÖ-Gemeinderatsklubs war. Von Mai 2012 bis März 2015 war Günther Albel als Erster Vizebürgermeister zuständig für die Referate Bauangelegenheiten, Stadtplanung, Kultur, Jugend, Liegenschaften, Feuerwehr und Museum.
Albel wurde am 14. Juni 2014 einstimmig zum geschäftsführenden Vorsitzenden der SPÖ-Villach und bei der Gemeinderatswahl 2015 als Nachfolger von Helmut Manzenreiter zum Bürgermeister der Stadt Villach gewählt.
Anfang 2016 gab es Kritik gegen die Umgestaltung der Henselkaserne in Villach, die das Innenministerium im Verlauf der Flüchtlingskrise in Europa für ca. 450 Flüchtlinge als Unterkunft vorgesehen hatte. Nach Gesprächen zwischen Albel und der damaligen Innenministerin Johanna Mikl-Leitner, konnte man sich auf den Standort Langauen einigen.
Bei der Bundespräsidentenwahl 2016 kam es in Villach unter der Leitung von Günther Albel als Vorsitzendem der Bezirkswahlbehörde zu Fehlern bei der Auszählung der Stimmen und der Niederschrift des Wahlprotokolls. Villach war damit zum Teil mitverantwortlich für die Entscheidung des Verfassungsgerichtshofs zur Wiederholung der Wahl. Wegen Verdacht auf falsche Beurkundung und Beglaubigung bzw. Amtsmissbrauch eröffnete die Wirtschafts- und Korruptionsstaatsanwaltschaft ein Strafverfahren gegen Albel. Das Landesgericht Klagenfurt fällte im Verfahren um die falsche Beurkundung einen Schuldspruch und verurteilte Albel zu 14.000 Euro. Dem Verfahren des VfGH schlossen sich die FPÖ und Norbert Hofer privat an. Sie wollen Vermögensschäden geltend machen. Das Verfahren zum Amtsmissbrauch wurde abgewiesen.